# Piskî, Horohiv
Piskî (în ucraineană Піски) este localitatea de reședință a comunei Piskî din raionul Horohiv, regiunea Volînia, Ucraina.

## Demografie
Componența lingvistică a localității Piskî
     Ucraineană (99,18%)
     Alte limbi (0,41%)
Conform recensământului din 2001, majoritatea populației localității Piskî era vorbitoare de ucraineană (99,18%), existând în minoritate și vorbitori de alte limbi.